# Поламані квіти
Зламані квіти (англ. Broken Flowers) — американська трагікомедія 2005 року режисера Джима Джармуша. Світова прем'єра стрічки відбулася 16 травня 2005 року на Каннському кінофестивалі, прем'єра в США відбулася 5 серпня того ж року.

## Сюжет
Головний герой фільму — Дон Джонстон, вже немолодий Дон Жуан, якого грає Білл Мюррей. За його плечима успішна кар'єра і багато підкорених сердець. Уранці того ж дня, коли Дона покидає його чергова кохана, він отримує анонімний лист у рожевому конверті. У ньому незнайомка повідомляє, що Дон має дев'ятнадцятирічного сина, який вирушив на пошуки батька. Джонстон навіть не думає починати пошуки, але його сусід Вінстон знає як діяти. Він купує авіабілети, орендує автомобілі, а головне — дає Дону адреси його колишніх коханих.
Дон вирушає у подорож країною. Ці раптові візити до кожної з жінок змушують його знову зіштовхнутися зі своїм минулим.

## Робота над фільмом
Фільм присвячено французькому режисеру Жану Есташу. Джармуша надихнув його фільм «Матуся та хвойда», у якому Есташ зачіпав проблему непорозуміння між чоловіком і жінкою. З даного фільму Джим навіть запозичив деякі візуальні рішення, зокрема, достатньо великі жіночі плани. Крім того, у одному з інтерв'ю Джармуш розповів, що фото Есташа було поруч з його робочим столом під час написання фільму. Сценарій до фільму було написано всього за два з половиною тижні.
Головною умовою Білла Мюррея, коли він отримав пропозицію знятися в фільмі, було те, що локація для зйомок не могла знаходитися далі ніж за годину від його дому в Хадсон-Веллі, Нью-Йорк. Джим погодився й усі зйомки відбувалися або в Нью-Йорку або в північній частині Нью-Джерсі.
Листа, якого отримав Дон, Джармуш попросив написати всіх акторок фільму. Так, як би їхні героїні написали повідомлення, яке ховалося в рожевому конверті. Після цього режисер скомпонував тексти всіх чотирьох.

## У ролях
- Білл Мюррей — Дон Джонсон
- Джеффрі Райт — Вінстон
- Шерон Стоун — Лора Міллер
- Алексіс Дзена — Лоліта Міллер
- Френсіс Конрой — Дора Андерсон
- Крістофер Макдональд — Рон Андерсон
- Джессіка Ленґ — Кармен
- Тільда Свінтон — Пенні
- Жюлі Дельпі — Шеррі
- Хлоя Севіньї — асистентка Кармен

## Критика
Фільм отримав у цілому позитивні відгуки критиків. На сайті Rotten Tomatoes 87 % опитаних критиків залишили позитивний відгук, середній ж рейтинг становить 7.49/10. Оцінка глядачів на сайті IMDB— 7.2 балів з 10. На Каннському кінофестивалі 2005 року фільм був номінований на Золоту пальмову гілку і виграв Гран Прі.

## Саундтрек
2 серпня 2005 року саундтреки до фільму було випущено окремим альбомом, до якого увійшло 12 треків:
1. «There Is an End» (Holly Golightly і The Greenhornes) — 3:05
2. «Yegelle Tezeta» (Мулату Астатке) — 3:14
3. «Ride Yu Donkey» (The Tennors) — 2:03
4. «I Want You» (Marvin Gaye) — 3:57
5. «Yekermo Sew» (Мулату Астатке) — 4:03
6. «Not If You Were the Last Dandy on Earth» (The Brian Jonestown Massacre) — 2:49
7. «Tell Me Now So I Know» (Holly Golightly) — 2:02
8. «Gubèlyé» (Mulatu Astatke) — 4:35
9. «Dopesmoker» (Sleep) — 3:57
10. Requiem in D minor, Op. 48 («Pie Jesu») (Oxford Camerata) — 3:30
11. «Ethanopium» (Dengue Fever) — 4:38
12. «Unnatural Habitat» (The Greenhornes) — 2:08

### Пісні, що не ввійшли до альбому
- «Dreams» by The Allman Brothers Band
- «El Bang Bang» — Jackie Mittoo
- «Playboy Cha-Cha» — Мулату Астатке
- «Mascaram Setaba» — Мулату Астатке
- «Aire» (Pavan A 5 in C Minor) composed by William Lawes, performed by Fretwork
- «Fantasy» (A 6 in F Major) composed by William Lawes, performed by Fretwork
- «Alone in the Crowd» — Мулату Астатке